# مانو داغر
مانو داغر (بالهولندية: Manu Dagher؛ بالإنجليزية: Manu Dagher) هو لاعب كرة قدم هولندي وليبيري في مركز الهجوم، ولد في 12 أكتوبر 1984. لعب مع نادي دوردريخت.